# Bombus rufocinctus
Bombus rufocinctus là một loài Hymenoptera trong họ Apidae. Loài này được Cresson mô tả khoa học năm 1863.

## Hình ảnh

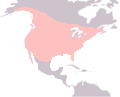